# Nikolai Voznesensky
Nikolai Alekseevich Voznesensky (em russo:  Никола́й Алексе́евич Вознесе́нский; 1 de dezembro de 1903 – 1 de outubro de 1950) foi o planejador econômico soviético que supervisionou a administração da Gosplan durante a Guerra Alemã-Soviética. Um protegido de Andrei Jdanov, foi nomeado vice-premier em maio de 1940 com trinta e oito anos de idade. Estava diretamente envolvido na recuperação da produção associada ao movimento da indústria do leste no início da guerra. Sua obra A Economia da URSS durante a Segunda Guerra Mundial é um relato destes anos.

## Honrarias
- Duas Ordens de Lenin
- Prêmio Stalin (1947)